# Santa Ana (Pampanga)
Santa Ana ist eine philippinische Stadtgemeinde in der Provinz Pampanga. Sie hat 55.178 Einwohner (Zensus 1. August 2015). Nachbargemeinden sind Arayat im Norden, Candaba im Osten, San Luis im Südosten, Mexico im Südwesten.

## Baranggays
Santa Ana ist politisch in 14 Baranggays unterteilt.
- San Agustin
- San Bartolome
- San Isidro
- San Joaquin (Pob.)
- San Jose
- San Juan
- San Nicolas
- San Pablo
- San Pedro
- San Roque
- Santa Lucia
- Santa Maria
- Santiago
- Santo Rosario